# Israelische Atomenergiekommission
Die (englisch Israel Atomic Energy Commission (IAEC) ‚Israelische Atomenergiekommission‘) ist die Leitkommission in Israel, welche die israelische Regierung in Fragen der Forschung, Entwicklung und der Nutzung der Kernenergie berät.
Hinweis: Die Abkürzung israelische "AEC" ist nicht zu verwechseln mit der U.S. Atomic Energy Commission (AEC) und nicht mit der Internationalen Atomenergiebehörde (IAEO bzw. IAEA).

## Geschichte und Aktivitäten
Die Kommission wurde am 13. Juni 1952 von David Ben-Gurion bekanntgegeben und somit gegründet. Die Organisation begann ihre Aktivitäten in Rechovot bzw. dem Weizmann-Institut für Wissenschaften. Zu den Tätigkeitsfeldern der Kommission zählen z. B. das Kernforschungszentrum Sorek und das Kernforschungszentrum Negev. Beide Komplexe wurden Ende 1950 eröffnet. Kernforschung findet auch an der Ben-Gurion-Universität im Negev in Beʾer Scheva statt.

## Organisation
Den Vorsitz der IAEC hat seit 1966 jeweils der israelische Premierminister inne, dem der Direktor-General der Kommission direkt unterstellt ist. Die IAEC hat ihren Sitz in Tel Aviv, dort Ramat Aviv.

### Direktor-General der IAEC
- Ab 2022: Brigadegeneral Moshe Edri[2][3][4]
- 2015 bis 2022: Brigadegeneral Ze'ev Snir[5][6]
- 2007 bis 2015: Professor und Rear-Admiral Shaul Chorev[7]
- 1972 bis 1976: Shalhevet Freier[8][9]
- 1966 bis 1971: Israel Dostrovsky[10][11]
- 1953 bis 1966: Erster Direktor-General war Ernst D. Bergmann